# Platythyrea strenua
Platythyrea strenua är en myrart som beskrevs av Wheeler och Mann 1914. Platythyrea strenua ingår i släktet Platythyrea och familjen myror. Inga underarter finns listade i Catalogue of Life.